# クロニア語

1200年頃のバルト系民族の分布

クロニア語（クロニアご、ドイツ語: Kurisch、ラトビア語: kuršu valoda、リトアニア語: kuršių kalba）、または古クロニア語は、かつてクールラント（現ラトビア:291-293、およびリトアニア北西部）に居住していたクロニア人によって話されていたバルト語派の言語である。

## 言語系統
インド・ヨーロッパ語族のバルト語派に属することがJānis Endzelīnsによって証明されている。
クロニア語と他のバルト系言語との関係は明確でなく、いくつかの学説がある。その例を以下に示す。
- 東バルト語群に属する、リトアニア語とラトビア語の中間的な言語であるという説[4]。
- 西バルト語群の言語が、広範囲に及ぶ接触の結果東バルト語群と類似したとする説。Vytautas Mažiulis（英語版）らによる[5]:295[6]。
- クロニア人はバルト・フィン系であった可能性。言語学者Eduard Vääri（エストニア語版）が提唱[7]。

## 歴史
クロニア語は16世紀頃に消滅した。
ソビエト連邦崩壊後、バルト三国内ではヤトヴャグ族、クロニア語、プロシア語をはじめとした消滅言語および民族に対する科学的、文化的な関心が再燃した。

## 語彙
サモギティア語の単語である、kuisis（蚊）、pylė（鴨）、blezdinga（ツバメ）、cyrulis（ヒバリ）、zuikis（ウサギ）、kūlis（石）、purvs （沼地）、pūrai（冬小麦）等はクロニア語起源と考えられている。
他の例として「車輪」を意味する単語は、プロシア語の*kela（またはkelan）が、リトアニア語: rãtasやラトビア語: ratsと比べてクロニア語との類似性が見られる。

## 言語学的知見

### 諸外国語との関係
クロニア語は、ラトビア語やリトアニア語の西部方言、すなわちサモギティア方言に対して基層を残している。文字記録は確認されていないが、西部地方のリトアニア語の記録の一部からはクロニア語からの影響が散見される。リトアニアの言語学者Zigmas Zinkevičiusによると、クロニア語とリトアニア語のバイリンガルが長きにわたり根強く存在していた。

### 固有名詞
クロニア人貴族の名前として、Lammekinus、Veltūnas、Reiginas、Tvertikis、Saveidisなどが確認されている。

### 文献
Simon Grunauによる主の祈りがクロニア語ではないかとの可能性が示唆されている。
主の祈り（Simon Grunauによる）
Nossen thewes, cur tu es delbes

sweytz gischer tho wes wardes

penag munis tholbe mystlastilbi

tolpes prahes girkade delbeszisne tade symmes semmes worsunii

dodi mommys an nosse igdemas mayse

unde gaytkas pames mumys nusze noszeginu cademes pametam musen prettane kans

newede munis lawnā padomā swalbadi munis nowusse loyne Jhesus amen.